# Religião Dinca
A espiritualidade dinca é a religião tradicional do povo dinca (ou Muonyjang, como também podem ser chamados), um grupo étnico do Sudão do Sul. Eles pertencem aos povos nilóticos, que é um grupo de culturas no sul do Sudão e na África Oriental em geral. O povo Dinka rejeitou ou ignorou amplamente os ensinamentos islâmicos (e cristãos), pois as crenças religiosas abraâmicas eram incompatíveis com a sua organização social, cultura e crenças tradicionais.

## Panteão
A religião do povo dinca conta com um panteão de divindades, mais notáveis:
- Nhialic, deus criador
- Ayum, deusa do vento, muitas vezes referida como uma força que impede a chuva de cair.[5]
- Alwet, deusa da chuva.[5]
- Aja.[5]
- Nyanngol,[5] também conhecida como Nyanwol ou Nyancar, uma deusa feminina. <span title="This claim needs references to reliable sources. (December 2022)">carece de fontes</span> ]
- Gerrang,[5] também conhecido como Garang. [ <span title="This claim needs references to reliable sources. (December 2022)">citação necessária</span> ] Johnston (1934) o descreveu como um deus malicioso que muitas vezes leva os humanos a cometer pecados,[5] enquanto Lienhardt (1961) o retrata como uma divindade curadora.
- Ayak, contraparte de Ayum.[5]
- Deng
- Abum

Dengdit ou Deng, é o deus do céu da chuva e da fertilidade. A mãe de Deng é Abuk, considerada a mãe dos deuses, ela é padroeira da jardinagem e de todas as mulheres e representada por uma cobra.

## Invocação de oração
Os dincas dirigem suas preces primeiro ao Ser Supremo Nhialic e apenas depois invocam demais divindades.
Os dincas oferecem orações para terem um clima ameno, boas colheitas, proteção das pessoas, recuperação do gado de doenças e boa caça.
Sacrifícios de um touro ou boi são oferecidos a Nhialic. Os dincas realizam sacrifícios juntamente às orações. Invoca-se todas as divindades do clã, divindades livres e espíritos ancestrais e às vezes Nhialic. Frases curtas expressando a necessidade são cantadas enquanto a lança é apontada para o animal a ser sacrificado. Os participantes repetem as palavras do líder. Em tempos de crise ou em ocasiões importantes, os dincas continuarão a orar e a sacrificar-se por longos períodos de tempo.
Estágios da oração sacrificial.
1. O Líder vê o problema que as pessoas estão enfrentando.
2. O Líder e todos os membros reconhecem os pecados passados.
3. A adoração é oferecida cantando hinos de honra ou canções.
4. Expulsão do infortúnio ao animal sacrificial.

## Animismo
Os dincas também são considerados animistas devido ao seu estilo de vida pastoral. Eles herdam um totem de ambos os pais. Espera-se que os fiéis façam oferendas à sua força totêmica e mantenham relações positivas com os membros. Comer ou machucar seu animal totêmico é um mau presságio para quem compartilha um totem. Acredita-se que alguns totens conferem poderes. Acredita-se que o totem da coruja, por exemplo, confere o poder da providência. Os totens não são exclusivamente animais, embora a maioria o seja; alguns dincas tendo como totem um minério ou elemento metálico.
Na língua dinca, um totem é conhecido como kuar. Eles não adoram seus totens, mas falam que são "parentes" deles.

### Cobras
Alguns dincas respeitam as víboras africanas. As cobras mais respeitadas são Atemyath, Biar keroor e Maluang. Essas cobras recebem oferendas de queijo derretido feito localmente para apaziguá-las e depois são soltas na floresta. Acredita-se que matar cobras seja um mau presságio para a comunidade ou para o indivíduo, com a suposição de que espíritos podem atacar o assassino.